# Acrocera manevali
Acrocera manevali är en tvåvingeart som först beskrevs av Seguy 1926.  Acrocera manevali ingår i släktet Acrocera och familjen kulflugor.
Artens utbredningsområde är Frankrike. Inga underarter finns listade i Catalogue of Life.